# Ghawarfältet

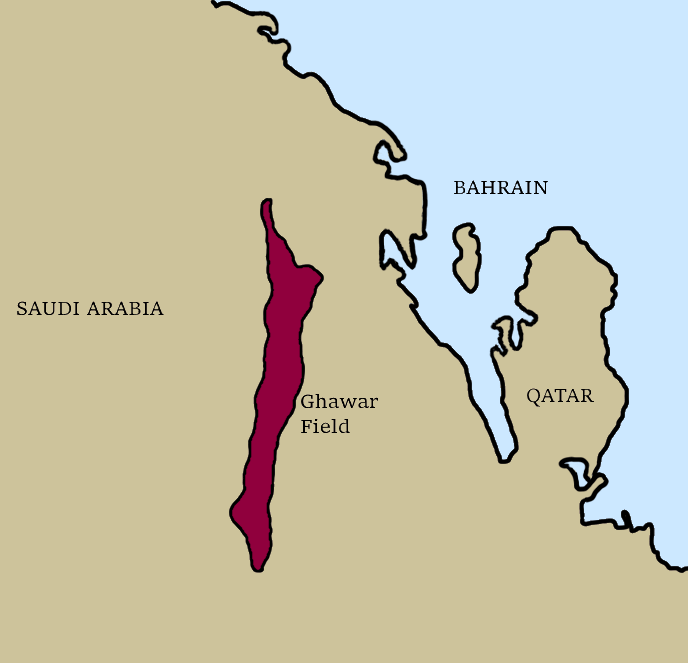
Karta över Ghawarfältets läge.

Ghawarfältet är ett oljefält i Saudiarabien tio mil väster om Zahran. Fältet är 280 gånger 30 kilometer stort, vilket gör det till ytan till det största oljefältet inte bara i Saudiarabien utan i hela världen. Oljefältet upptäcktes 1948 och produktionen kom igång 1951. Oljefältet producerade under 2019 ungefär 3,8 miljoner fat olja per dag. Entreprenören Saudi Aramco uppskattar att ytterligare 71 miljarder fat finns att hämta ur oljefältet.